# Castello di Volpino
Il castello di Volpino sorgeva sopra una collina al centro del paese omonimo, frazione di Costa Volpino. Il castello è stato distrutto nel 1198-1199 e le sue rovine sono rimaste visibili fino alla fine degli anni venti, in quanto la collina dove sorgeva è stata gradualmente demolita per l'estrazione della volpinite.

## Territorio
Il castello di Volpino sorgeva su una collina dalla posizione strategica: questa infatti dominava la sponda nord del Lago d'Iseo e l'imbocco della Vallecamonica. Era dunque punto obbligato di passaggio per chi proveniva dalla Val Cavallina, dalla Val Seriana e quindi da Bergamo e da Milano. Il promontorio è oggi scomparso; infatti fino agli settanta è stata attiva una cava di volpinite, tipica pietra locale, che ha completamente eliminato l'antico colle. Sui resti della cava nella sua porzione più a monte sorge oggi una piazza dedicata ai fondatori del Corpo Musicale di Costa Volpino e ai minatori, mentre nella porzione più a valle è stata realizzata tra il 2016 e il 2019 una strada.

## La struttura
Il castello di Volpino aveva sicuramente una torre centrale (Turris Castri, citata in un documento del 1116) e un Mastio (Tam turris quam dugnonis, come è ricordato in una sentenza del 1192 riportata nel Liber Potheris Communis Civitatis Brixiae). Il castello era considerato il più fortificato di tutta la zona ed era in comunicazione con i castelli di Qualino e di Ceratello. L'anonimo autore delle "Gesta di Federico Imperatore" del 1160, definisce il castello "con l'alto muro", "sicurissime mura", "rocca", "munito castello", "conquistato con dura lotta" e con "attorno il vallo".

## Proprietari
Il castello figurava fra i possedimenti del vescovo di Brescia. Fu concesso in feudo alla famiglia Brusati. La vendita, ritenuta da Brescia illegittima, del castello da parte di Giovanni Brusati ad alcune famiglie bergamasche sarà la causa delle guerre che si susseguiranno nel XII secolo per il suo possesso.

## Storia

### Prime testimonianze
Malgrado il castello abbia probabilmente assolto a un importante ruolo strategico già attorno al mille, le prime attestazioni della presenza di un castello presso Volpino risalgono al 1105. Il 15 febbraio di quell'anno, infatti, Oprando Brusati, che era in guerra dall'anno precedente contro altri nobili per il Feudo di Vobarno, si reca nella corte di Volpino per chiedere il sostegno di Giovanni Brusati, il feudatario a cui era stato affidato il castello dal vescovo di Brescia. Sarà proprio con l'aiuto di Volpino che l'anno dopo Oprando Brusati vincerà la guerra.

### La prima guerra per il castello di Volpino
Fin dall'inizio del XII secolo il castello, posto in posizione strategica all'ingresso della Vallecamonica, comincia ad essere oggetto delle mire espansionistiche di Bergamo, i cui possedimenti giungevano fino a Lovere. La città infatti è ghibellina, al contrario della guelfa Brescia, motivo per cui da sempre le due erano acerrime rivali. Giovanni Brusati, impoverito dalle continue spese per gli armamenti, come riporta l'anonimo autore delle Gesta di Federico Imperatore in Italia, "... pregò una, due, tre quattro volte i Bresciani, affinché comprassero Volpino". Al rifiuto della città, mette in vendita il castello; Bergamo non si lascia sfuggire l'occasione di acquistare senza nessun conflitto un avamposto così strategico e nel 1126 le famiglie Mozzo, Ficeni; Colleoni, Rapazelta, Castello e Crotta divengono proprietarie del castello. Tuttavia il vescovo di Brescia, accortosi troppo tardi della grave perdita, si appella ad una legge emanata da Corrado il Salico nel 1037 che vietava la vendita di feudi senza il permesso del proprietario, chiedendo così di dichiarare nullo l'acquisto. Interpellato il pontefice Alessandro IV con la richiesta di dirimere la questione, questo sancisce nel 1154 che i possedimenti del Brusati debbano essere divisi a metà tra le due città. Tuttavia Bergamo non si lascia persuadere a cedere Volpino nemmeno quando lo stesso imperatore Federico Barbarossa ribadisce la validità della legge impugnata dal vescovo di Brescia. Dopo essersi vista respingere un ambasciatore dalla città rivale, Brescia dichiara guerra. Il 10 marzo 1156 nella Battaglia delle Grumore presso Palosco i bresciani hanno la meglio sui bergamaschi. Il 21 marzo 1156 viene firmato un accordo di pace e Volpino, Qualino e Ceratello tornano al vescovo di Brescia.

### La seconda guerra per il castello di Volpino
Nel 1159 la contesa si riaccende. L'imperatore Federico Barbarossa, intenzionato a riportare sotto il dominio ghibellino l'avamposto nella bassa Vallecamonica, scrive a Brescia dichiarandosi disposto a farsi giudice nella disputa. Il papa si oppone nettamente a questa iniziativa inviando due missive all'imperatore. Tuttavia nel 1160 il Barbarossa, come riporta l'Odorici, "[...] conquistò Volpino, lasciando poi che lo pigliassero i Bergamaschi". La conquista di Volpino è narrata anche nelle "Gesta di Federico I in Italia". Nel 1164 l'imperatore concede l'autonomia politica alla Comunità Federale di Vallecamonica con un documento noto come "Privilegio di Federico I".

### La terza guerra per il castello di Volpino
Pochi anni dopo la disputa si riapre nuovamente. Brescia continua a rivendicare il legittimo possesso del feudo, al quale Bergamo non intende minimamente rinunciare. I bresciani si alleano con Milano, mentre gli avversari stringono patti con Cremona, Pavia, Parma, Lodi e Tortona. Il 7 luglio presso Cividate al Piano ha luogo una sanguinosa battaglia, rimasta alla memoria come Battaglia della Malamorte, nella quale Brescia ha la meglio. La contesa viene affidata dunque all'imperatore Enrico VI il quale, dopo aver sentito le parti, stabilisce che Volpino, Qualino e Ceratello devono tornare di proprietà bresciana. L'accordo definitivo viene raggiunto il 3 agosto 1198, quando si decide che il Castello di Ceratello e il Castello di Qualino spettano a Brescia, mentre quello di Volpino deve essere distrutto, lasciando la porzione superiore del paese a Brescia e quella inferiore a Bergamo. Il castello viene distrutto tra il 1198 e il 1199.

### La divisione finale del paese
Dopo la fine della guerra l'accordo sembra nuovamente vacillare. I bergamaschi infatti ritengono l'accordo quasi unicamente favorevole alla rivale e nei territori confinanti ci sono ancora piccoli scontri, possibile preludio di un altro conflitto. Brescia, dunque, decide di stabilire un nuovo accordo più solido e il 7 giugno 1219 i consoli delle due città, riuniti nella località Pizzo, al confine con Pisogne, sanciscono la definitiva divisione in Volpino Superiore, bresciana, e Volpino inferiore, di proprietà bergamasca.

### Il castello dalla distruzione ad oggi
A lato del castello, posto sulla collina antistante il borgo del paese, viene costruita nel IX-X secolo la chiesa parrocchiale, dedicata a Santo Stefano. Successivamente, in conseguenza all'aumento demografico, nel 1712 iniziano i lavori della nuova parrocchiale la quale viene inaugurata il 26 dicembre 1756. Attorno alla vecchia parrocchiale viene ampliato il già preesistente cimitero ed essa ne diviene dunque la cappella. Questa viene demolita fra il 1838 e il 1840. Nel 1924 l'area viene interamente ceduta per l'estrazione della volpinite.
Le ultime testimonianze fotografiche della presenza di ruderi sulla collina di Volpino risalgono ad alcune fotografie del 1926, nelle quali si possono apprezzare i resti di un muro di cinta.
Nel Novecento la collina è progressivamente sparita per l'attività della cava e totalmente scomparsa. Nell'antica cava, oggi chiusa, è stata realizzata una strada che collega la parte bassa del paese con il borgo.. Nella porzione più a monte, nei pressi dell'abitato, sorge invece una piazza dedicata ai fondatori del Corpo Musicale di Costa Volpino e ai minatori.